# Czarny mercedes (film)
Czarny mercedes – polski film kryminalny z 2019 roku w reżyserii Janusza Majewskiego, zrealizowany na podstawie jego własnej powieści pod tym samym tytułem. Premiera filmu odbyła się w warszawskim Multikinie 30 września 2019.

## Produkcja
Zdjęcia do filmu realizowano: w Warszawie (restauracja „Pod Gigantami” w al. Ujazdowskich, ul. Kazimierza Karasia, Teatr Polski, ul. Lwowska i wnętrza kamienicy pod numerem 13 tej ulicy, al. Szucha 25), we Wrocławiu (dworzec główny) oraz w Tatrach (kapliczka zbójnicka w Dolinie Kościeliskiej).

## Treść
Akcja filmu rozgrywa się w Warszawie podczas II wojny światowej w trakcie okupacji niemieckiej. W tajemniczych okolicznościach ginie Krystyna Holzer – uznawana za żonę mecenasa Karola Holzera, a w rzeczywistości ukrywająca się pod przybraną tożsamością Aneta Landau, jego dawna żydowska studentka. Jej zwłoki z nożem w plecach znajduje adwokat w swoim mieszkaniu. Śledztwo z ramienia polskiej policji granatowej podejmuje nadkomisarz Rafał Król, lecz dochodzeniem interesuje się też niemiecka Kripo. W kręgu podejrzanych znajduje się zbiegła służąca Cesia. Zagrożony aresztowaniem mecenas także wyjeżdża z Warszawy, szukając schronienia w gospodarstwie pod Tatrami. Wkrótce giną jednak kolejne osoby mające związek z morderstwem Krystyny.

## Obsada
- Maria Dębska jako Aneta Landau vel Krystyna Holzer
- Aleksandar Milićević jako hauptsturmführer SS Maximilian von Fleckenstein
- Artur Żmijewski jako mec. Karol Holzer
- Andrzej Zieliński jako nadkomisarz PPGG Rafał Król
- Sonia Bohosiewicz jako Stefa, sekretarka Holzera
- Andrzej Mastalerz jako Grodecki
- Przemysław Bluszcz jako Klamka vel Klamocki
- Andrzej Baranowski jako tramwajarz Szymon Wielgat
- Izabela Dąbrowska jako dozorczyni Wielgatowa
- Bogusław Linda jako radca kryminalny Kripo Ernst Kluge
- Marian Opania jako ogrodnik grabiący liście
- Andrzej Seweryn jako hr. Leon Przewiedzki, sąsiad Holzera
- Łukasz Sikora jako Jędrek, podchorąży „Sęp”
- Antoni Królikowski jako Stefan, kolega Jędrka
- Natalia Rybicka jako Cesia, służąca Holzera
- Jerzy Schejbal jako doktor Červinka
- Marcel Sabat jako obersturmbannführer SS Ernst „Egon” hr. von Wattenburg-Hutten
- Danuta Stenka jako Madame Magnes, śpiewaczka w Café Muza
- Wadim Brodski jako akompaniujący jej skrzypek
- Andrzej Szenajch jako tłumacz Traube
- Maciej Winkler jako Kugelman
- Wiktor Zborowski jako major, dowódca „Sępa”
- Stefan Friedmann jako fotograf
- Daniel Passent jako kelner
- Hanna Wojak jako góralka